# 旭川市警察
旭川市警察（あさひかわしけいさつ）は、かつて存在した北海道旭川市の自治体警察。

## 概要
旧警察法の施行で、従来の北海道警察部（旧北海道庁警察部）が解体され、1948年（昭和23年）3月7日に旭川市警察署が設置された。
その後、1954年（昭和29年）に、旧警察法が全面改正する形で新警察法が公布された。これにより国家地方警察と自治体警察が廃止され、新たに都道府県警察として北海道警察が発足。旭川市警察も北海道警察に統合され、姿を消した。

## 組織
1953年（昭和28年）時点
- 警務課
- 教養監察課
- 警備課
- 会計課
- 防犯統計課
- 捜査第一課
- 捜査第二課
- 鑑識課
- 警ら交通課